# Platte County (Missouri)
Das Platte County ist ein County im US-amerikanischen Bundesstaat Missouri. Im Jahr 2020 hatte das County 106.718 Einwohner und eine Bevölkerungsdichte von 98,1 Einwohnern pro Quadratkilometer. Der Verwaltungssitz (County Seat) ist Platte City.
Das Platte County ist Bestandteil der Metropolregion Kansas City.

## Geografie
Das County liegt im Nordwesten von Missouri im nördlichen Vorortbereich von Kansas City an der Mündung des Platte River in den Missouri River, der das County nach Südwesten von Kansas abgrenzt. Das Platte County hat eine Fläche von 1106 Quadratkilometern, wovon 18 Quadratkilometer Wasserfläche sind. Es grenzt an folgende Nachbarcountys:
| Atchison County (Kansas)    | Buchanan County           | Clinton County |
|                             |                           | Clay County    |
| Leavenworth County (Kansas) | Wyandotte County (Kansas) | Jackson County |

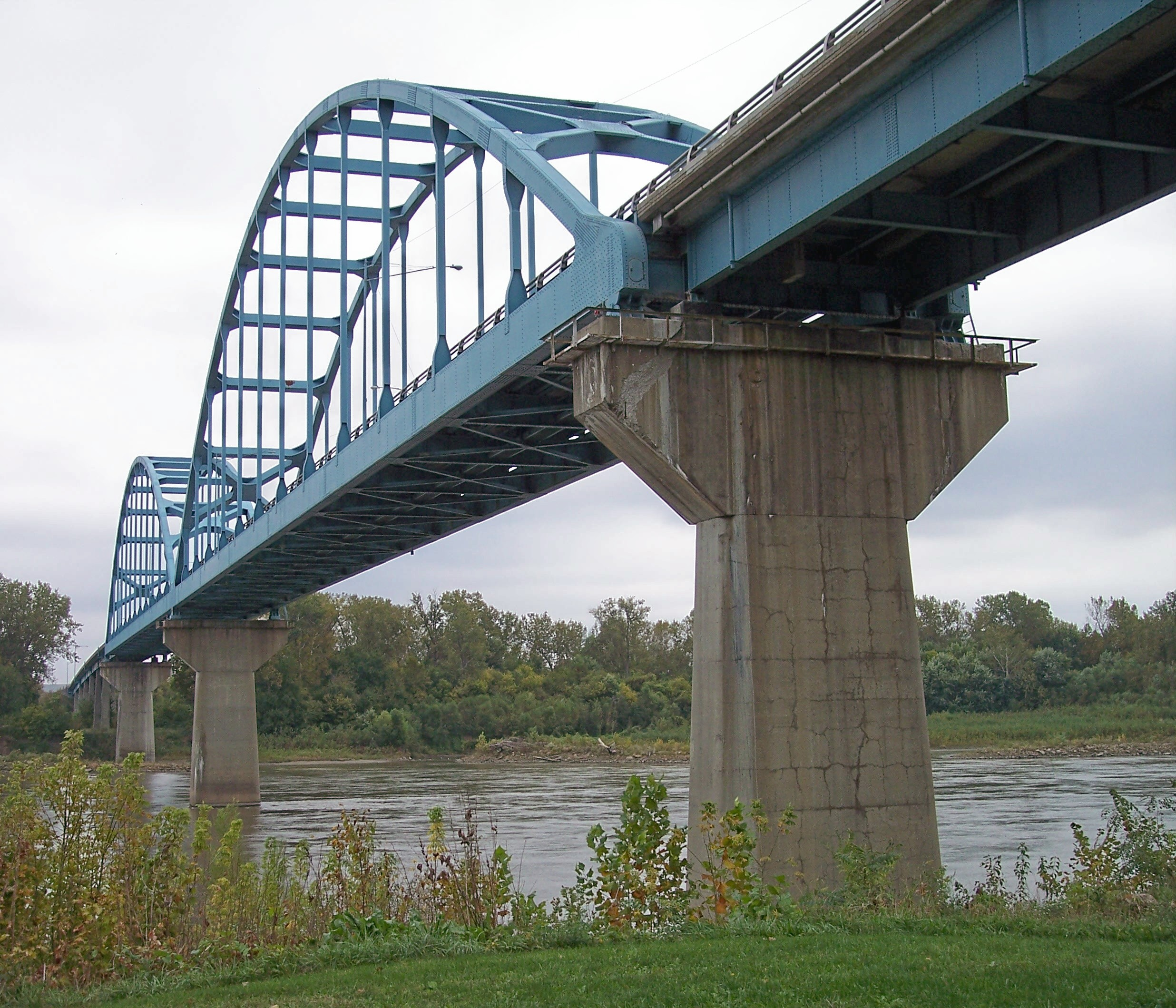
Die Centennial Bridge nach Leavenworth, Kansas
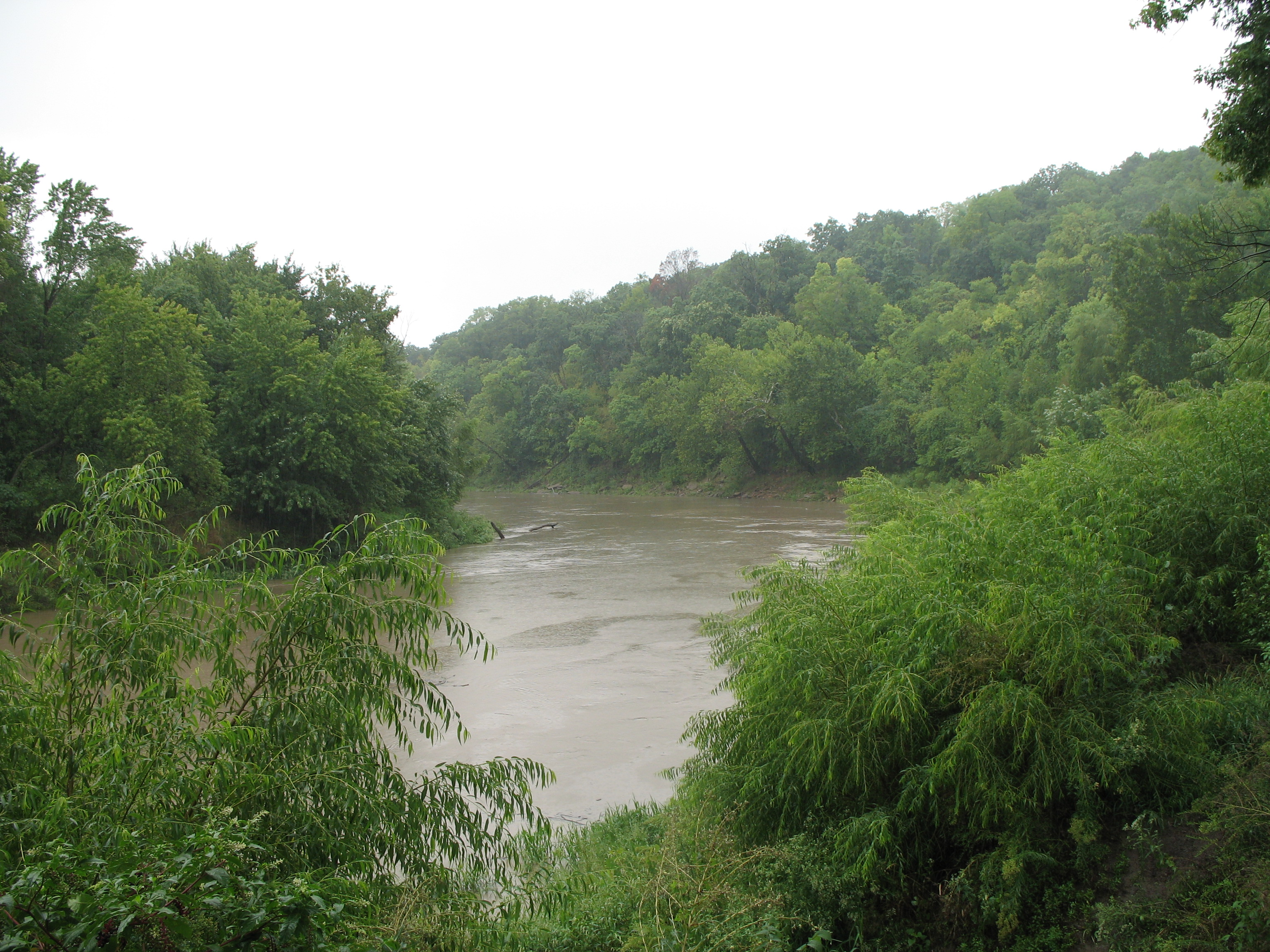
Der Platte River

## Geschichte
Das Platte County wurde 1838 auf dem Gebiet des im Zuge des Platte Purchase erworbenen Landes gebildet. Benannt wurde es nach dem Platte River.

## Demografische Daten
Nach der Volkszählung im Jahr 2010 lebten im Platte County 89.322 Menschen in 34.684 Haushalten. Die Bevölkerungsdichte betrug 82,1 Einwohner pro Quadratkilometer. In den 34.684 Haushalten lebten statistisch je 2,49 Personen.
Ethnisch betrachtet setzte sich die Bevölkerung zusammen aus 87,2 Prozent Weißen, 5,9 Prozent Afroamerikanern, 0,5 Prozent amerikanischen Ureinwohnern, 2,3 Prozent Asiaten sowie aus anderen ethnischen Gruppen; 2,5 Prozent stammten von zwei oder mehr Ethnien ab. Unabhängig von der ethnischen Zugehörigkeit waren 5,0 Prozent der Bevölkerung spanischer oder lateinamerikanischer Abstammung.
24,2 Prozent der Bevölkerung waren unter 18 Jahre alt, 65,2 Prozent waren zwischen 18 und 64 und 10,6 Prozent waren 65 Jahre oder älter. 50,5 Prozent der Bevölkerung war weiblich.

Das jährliche Durchschnittseinkommen eines Haushalts lag bei 65.877 USD. Das Prokopfeinkommen betrug 33.689 USD. 6,5 Prozent der Einwohner lebten unterhalb der Armutsgrenze.

## Ortschaften im Platte County
| Citys - Camden Point - Dearborn1 - Edgerton - Houston Lake - Kansas City2 | 0 - Lake Waukomis - Northmoor - Parkville - Platte City - Platte Woods | 0 - Riverside - Smithville3 - Tracy - Weatherby Lake - Weston | Villages - Farley - Ferrelview - Iatan - Ridgely |

Unincorporated Communities
| - Barry - Beverly - Breen Acres - Buxton - Dye - East Leavenworth | - Edgerton Junction - Hampton - Haydite - Hoover - Kerrville - Linkville | - New Market - Northern Heights - Parkdale - Platte Gardens - Sadler - Stillings | - Stubbs - Tarrytown - Tiffany Springs - Waldron - West Platte - Woodruff |

1 – teilweise im Buchanan County

2 – teilweise im Cass, Clay und im Jackson County

3 – teilweise im Clay County

## Gliederung
Das Platte County ist in 14 Townships eingeteilt:
| Township          | Einwohner (2010) | FIPS     |
| ----------------- | ---------------- | -------- |
| Carroll Township  | 14.970           | 29-11512 |
| Fair Township     | 924              | 29-23230 |
| Fox Township      | 11.791           | 29-25450 |
| Green Township    | 2121             | 29-29026 |
| Kickapoo Township | 5140             | 29-38513 |
| Lee Township      | 608              | 29-41240 |
| Marshall Township | 716              | 29-46298 |

| Township         | Einwohner (2010) | FIPS     |
| ---------------- | ---------------- | -------- |
| May Township     | 23.500           | 29-46874 |
| Pawnee Township  | 8922             | 29-56598 |
| Pettis Township  | 4558             | 29-57242 |
| Preston Township | 1540             | 29-59924 |
| Sioux Township   | 11.497           | 29-68073 |
| Waldron Township | 692              | 29-76606 |
| Weston Township  | 2343             | 29-78874 |